# Pinceta
Pinceta (franc. pincette) je dvokraka hvataljka za hvatanje i pridržavanje malih predmeta ili takvih koji se ne smiju doticati prstima. U medicini se rabi anatomska pinceta, poprječno izbrazdana pri vrhu, i kirurška pinceta, sa zubićima za pridržavanje tkiva i organa. U filateliji služi za prihvaćanje maraka, u kozmetici za čupanje dlačica.

## Poluga
Poluga je čvrsto tijelo, najčešće u obliku ravna ili zakrivljena štapa, koje se pod utjecajem sila može zakretati oko jedne osi. Sile koje djeluju na polugu u ravnini okomitoj na os mogućega zakretanja, pomnožene s udaljenostima njihova pravca djelovanja od osi (krak sile), daju momente sile, koji su to veći što je i udaljenost veća. Poluga je u ravnoteži kada je algebarski zbroj svih momenata koji djeluju na polugu jednak nuli (zakon poluge). Djelovanjem male sile na velikom kraku mogu se ostvariti na malom kraku velike sile i obrnuto. Time se razmjerno malim silama mogu svladati velika opterećenja, a na tom principu djeluju različiti alati (škare, kliješta), naprave (polužna vaga, kantar, pedala ili papučica, stezna poluga) ili složeniji mehanizmi, kod osjetljivih pak sprava, na primjer kod pincete (ponekad se naziva i poluga trećeg reda), može se od veće sile postići manja. Poluga može biti dvokraka (poluga prvoga reda), kod koje sile djeluju na suprotnim stranama od osi zakretanja, ili jednokraka (poluga drugoga reda), gdje su sve sile s jedne strane u odnosu na os. Poluga se povijesno, uz kosinu, kolotur i hidrauličnu prešu, ubraja u jednostavne strojeve. Postavljanje zakona poluge pripisuje se grčkom matematičaru i izumitelju Arhimedu.

## Slike
|                         |                      |                                                              |
| Pinceta iz starog Rima. | Razne vrste pinceta. | Kirurška pinceta sa zubićima za pridržavanje tkiva i organa. |